# Домодедово (город)
Домоде́дово — город в России на юге Московской области, в 37 км от центра Москвы. Образует административно-территориальную единицу (город областного подчинения с административной территорией) и одноимённое муниципальное образование городской округ Домодедово. Крупнейший город Московской области по площади территории (159,43 км². — 2022 год). Население города составляет 156 681 чел. (2024), а округа — 226 573 чел. (2024).
Домодедово поделено на 16 микрорайонов и административных округов: Авиационный, Барыбино, Белые Столбы, Востряково, Западный, Северный, Центральный, Пахринский, Южный, Никитский а/о, Повадинский а/о, Растуновский а/о, Лобановский а/о, Краснопутьский а/о, Колычевский а/о и Ямской а/о.
Основными достопримечательностями города являются памятник Ленину, парк Ёлочки, Обелиск Славы, Домодедовский историко-художественный музей, Собор всех Святых в земле Российской просиявших, Храм Рождества Христова, Храм Благоверных Князей Петра и Февронии Муромских, усадьба Константиново и Государственный фонд кинофильмов РФ.
В 2012 году Домодедово, по данным рейтинга компании НСКА, стало вторым по привлекательности городом Московской области для инвестиций в новостройки.

## География

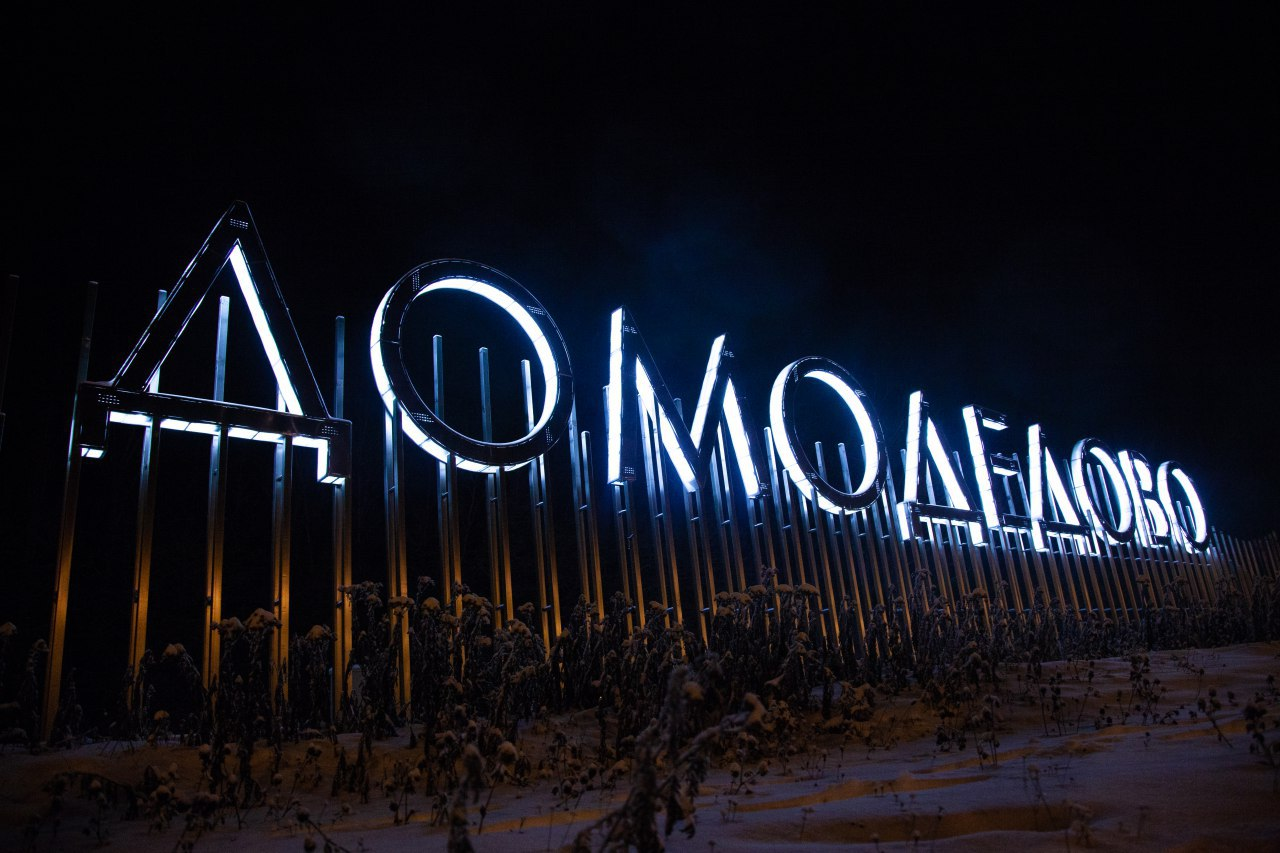
Стела при въезде в Домодедово

Город расположен на Москворецко-Окской равнине, в центре Восточно-Европейской равнины, к юго-востоку от столицы, в 37 км от центра Москвы и в 16 км от МКАД на автодороге Москва — Кашира и железнодорожной линии Москва — Павелец, вблизи федеральной автодороги М-4 «Дон». Занимает площадь 159,27 км2. Большая часть города расположена к западу от железнодорожной магистрали. Город протянулся с севера на юг вдоль железной дороги на 26 километров.
Климат умеренно континентальный с продолжительной и морозной, но с оттепелями, зимой, и относительно коротким, но тёплым и влажным летом. Частое прохождение циклонов с Атлантики и иногда со Средиземноморья обуславливает увеличение облачности. Средне-январская температура составляет около −10,5 °C, средне-июльская — +17,5 °C. Средняя продолжительность безморозного периода — около 130 дней.
Максимальная официально зарегистрированная температура воздуха на метеостанции аэропорта Домодедово достигла отметки +39.0 °C (29 июля и 2 августа 2010)
Почвы — аллювиальные, серые лесные.
В основной черте города лежат овраги: Никитский (между Ушмарским лесом и КП Никитские Поляны), Скнилов овраг (между улицей Текстильщиков и улицей Кирова), Булацкой овраг (проходит от городского кладбища до Комсомольского проезда).
Водные ресурсы практически отсутствуют. Основные реки — Рожайка, Северка, Пахра.

## История

### До получения статуса города
История Домодедовской земли началась примерно в VIII—IX веке, когда первые племена славян-вятичей поселились на этой территории.
Название городу дало близлежащее село Домодедово, впервые упоминаемое около 1401 года в духовной грамоте Владимира Андреевича Храброго, князя Серпуховского и Боровского. Современный город расположен на старинной дороге — Каширском тракте, который многие века связывал Москву с Каширой и многими другими южными городами.
В XVII веке село принадлежало Романовым. До 1654 года им владел Никита Романов — двоюродный дядя царя Алексея Михайловича. Когда Никита Иванович умер, село перешло к самому царю. В 1710 году Домодедово было пожаловано сподвижнику Петра I князю Александру Даниловичу Меншикову. К тому времени село насчитывало 49 крестьянских дворов и 194 жителя мужского пола.
В XVII веке в черте г. Домодедово было две деревни — Назарьево и Скнилово. Точная дата их исчезновения неизвестна. От деревни Скнилово остался овраг с названием Скниловский (он находится между ул. Текстильщиков и ул. Мичурина).
В 1781 году, во время административных реформ Екатерины II, был образован город Никитск (на месте села Колычёва), уезд Московской губернии. В его черту вошли деревни Домодедово, Никитское, Битягово, Заборье, то есть часть территории сегодняшнего Домодедовского района и, непосредственно, территория города. В 1797 г. Никитский уезд был ликвидирован, а его большая часть отошла к Подольскому уезду.
В Отечественную войну 1812 года село Домодедово оказалось в гуще боевых действий. Русская армия 5 сентября 1812 года выступила в поход к Подольску из села Мячкова. Путь армии лежал вдоль берега Пахры. На ночной отдых часть колонны генерала Дохтурова остановилась в селе Ям, а часть колонны — в Домодедове. Главнокомандующий русской армии генерал-фельдмаршал М. И. Кутузов ночевал в одной из крестьянских изб в Яме, а утром через Домодедово выехал в Подольск.
В 1812 году через территорию будущего города в сторону Подольска отступали французские войска, преследуемые русской армией (это событие отражено в названии улицы Кутузовский проезд).
В 1825 году владелец усадьбы Константиново статский советник И. Ф. Похвиснев основал бумагопрядильную фабрику. Возле фабрики был образован небольшой рабочий посёлок с фельдшерской приёмной и школой.
Практически до середины XIX столетия территория города была заросшей мелким кустарником и лиственными деревьями. Во время крестьянской реформы 1861 года из части земель, входивших в Домодедовскую волость Подольского уезда, была образована Домодедовская дворцовая лесная дача. Её территорию разбили на кварталы, в которых проводились плановая вырубка леса и заготовка хвороста. Древесину продавали Константиновской фабрике, арендатору Пахринской мельницы, фабрике в деревне Услонь и крестьянам из окрестных деревень. На освобождённых территориях сдавались земельные участки в наём для строительства дач.
В 1897 году началось строительство железнодорожной линии Рязанско-Уральской железной дороги от Павельца на Москву, проходящей через Домодедовскую волость. Из Домодедовской дачи к востоку от Каширского тракта была отмежёвана полоса отчуждения для строительства железнодорожной линии. На берегу реки Рожай была поставлена водокачка, от неё провели водопровод к станции до водонапорной башни (разобрана в 2009 году), сооружённой для заправки паровозов. Станцию на 34 км от Москвы планировали назвать Пржевальской — по фамилии известного путешественника Николая Михайловича Пржевальского, брата и частого гостя владелицы Константиновской усадьбы Софьи Андреевны Пржевальской. Но в итоге решено было назвать станцию по имени ближайшего села Домодедово (административного центра волости). 19 (31) января 1900 года была торжественно открыта станция Домодедово, началось регулярное пассажирское и грузовое движение на линии Москва — Павелец.
Строительство железной дороги, а также расположение вблизи дороги известняковых залежей, способствовали появлению промышленных предприятий. В 1899 году инженеры А. А. Венцель и А. В. Купецкий с восточной стороны от строящейся железной дороги выстроили кирпичный завод. Запрудили приток реки Пахры речку Городянку. Летом 1900 года представители торгового дома «Мартьянов и Ко» получили разрешение на открытие цементного завода вблизи станции. Ранее построенная Константиновская фабрика также нуждалась в доступе к «большой» дороге, ведущей на Москву, поэтому её владельцу А. А. Келлёру было разрешено строительство шоссейной дороги от фабрики до Каширского тракта, а в 1907 году она была доведена до ст. Домодедово (сегодня Советская ул.). В дореволюционное время дорога называлась Келлёровским шоссе.
В начале XX века возле станции был образован пристанционный посёлок, появились заводские посёлки, росли дачный посёлок и посёлок Константиновской фабрики. В 1914 году на территории современного города проживало 792 человека.
В 1919 году в пристанционном посёлке была открыта первая школа. На лето в посёлок Домодедово приезжали дачники из Москвы. В 1924 году постановлением Подольского уездного исполкома пристанционный посёлок Домодедово был отнесён к дачному посёлку городского типа. В 1928 году был избран дачный совет.
Переломным моментом в истории посёлка стала реконструкция Москвы, в результате которой в пос. Домодедово были переселены москвичи. Сюда переехало на постоянное место жительства 200 семей москвичей, было построено 170 новых домов. Ими в 1930-е годы были застроены Заводская, Лесная, Дачная, Ново-Московская, Западная, Партизанская улицы и Московский проезд. В 1933 году в посёлке открывается первая амбулатория. В 1937 г. дачный посёлок насчитывал около 7 тыс. жителей.
В 1938 году дачный посёлок Домодедово был преобразован в рабочий посёлок Домодедово. В этом же году завершилось строительство средней школы № 3 на 280 учащихся. В 1939 году в посёлке проживало 10 341 человек, через два года население выросло до 14,5 тыс. жителей. В 1940 году началось сооружение водопровода, бани, амбулатории. К 1940 году население выросло до 12000 человек, подходят к концу работы по телефонизации. В посёлке открылись аптека, детские ясли, почта. До 1941 года в Домодедове были построены хлебозавод, сварочная база «Мосэнерго».
В начале Великой Отечественной войны в июле-сентябре 1941 посёлок часто подвергался бомбардировкам вражеских самолётов. Жители посёлка рыли окопы, траншеи строили ДОТы. Между улицами Зелёной и Октябрьской был выкопан противотанковый ров. В ночь с 6 на 7 августа 1941 г. советский лётчик В. В. Талалихин вступил над посёлком в воздушный бой с немецким бомбардировщиком и совершил ночной таран. В октябре-ноябре 1941 года Домодедово оказался в прифронтовой зоне. На станцию Домодедово прибывали воинские эшелоны, военная техника, материалы для строительства оборонных сооружений. 28 ноября был разрушен дом на Каширском шоссе, загорелись строения завода металлоконструкций. Южной окраиной посёлка была средняя школа № 3. От железнодорожного полотна до школы были возведены противотанковые рвы, ежи из рельсов, окопы и лесные завалы, противотанковые заграждения из высоких пней.
К 1945 году в посёлке Домодедово насчитывается 1573 дома и 20300 жителей. Исполком райсовета ходатайствует о преобразовании посёлка в город.

### После получения статуса города
К 1947 году посёлок насчитывал 1573 дома с населением 20 300 человек. Указом Президиума Верховного Совета РСФСР от 12 марта 1947 года рабочий посёлок Домодедово был преобразован в город районного подчинения Домодедово.
В 1950-х годах в городе построили новые и реконструировали старые заводы: завод «Кондиционер», завод металлоконструкций (ныне завод «Метако»), завод стройматериалов и конструкций, завод огнеупорных изделий, швейно-трикотажную фабрику. Было построено здание горсовета, новая школа на 400 учащихся, родильный дом, магазины. Начал работать городской радиоузел, первая полуавтоматическая телефонная станция. Открылись библиотека и книжный магазин. В 1954—1955 годах завод металлоконструкций построил для своих рабочих первые трёхэтажные дома в микрорайоне Ёлочки. Позже начал застраиваться микрорайон Жилпосёлок. В 1956 году в городскую черту был включён посёлок Константиновской фабрики. На начало 1959 года в Домодедове проживало 27,7 тыс. человек. В 1962 году был открыт кинотеатр «Авангард». С 1966 года, благодаря стараниям главного врача Г. И. Мамонова, было построено главное здание городской больницы на ул. Пирогова.
7 апреля 1962 года после выхода приказа начальника главного управления гражданского воздушного флота, возле Домодедова началось строительство одноимённого московского аэропорта. Первый пассажирский рейс из нового аэропорта был выполнен 25 марта 1964 самолётом Ту-104 по маршруту Москва—Свердловск. С 1966 года пассажирские рейсы стали выполняться регулярно.
На 1 января 1969 года в городе проживало 35 тыс. человек, территория города составляла 1104 га. Домодедово являлся крупным промышленным центром, имеющим девять предприятий. В городе действовали шесть общеобразовательных школ (в том числе четыре средние), филиал Подольского индустриального техникума и музыкальная школа, учреждения культуры: кинотеатр, три клуба, три библиотеки, дом пионеров.
В 1969 году город Домодедово стал городом областного подчинения и центром Домодедовского района, выделенного из Подольского района. Началось издательство районной газеты «Призыв». В 1971 году был утверждён генплан застройки города. На привокзальной площади построили первый 9-этажный дом. В 1975 г. на площади 30-летия Победы завершили строительство здание горкома партии и горсовета (ныне здание администрации).

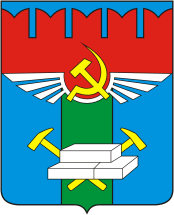
Герб (1985)

2 ноября 1972 года к 25-летнему юбилею Домодедова утверждён первый герб района и города. Автор проекта — художник В. С. Конокотин. В геральдическом щите изображались кремлёвская стена, эмблема Аэрофлота на голубом фоне, мастерок, две кирки и половина шестерни на красном фоне.
В 1985—1990 гг. выстроен дворец культуры «Мир». В 1997 г. началось строительство микрорайона Дружба. В 2000—2001 годах после сноса старых деревянных домов вдоль Каширского шоссе построены многоэтажные кирпичные дома.
6 мая 1991 году было образовано Домодедовское благочиние. В городе построены храм преподобного Серафима Саровского, собор Всех Святых, в Земле Российской просиявших и храм Рождества Христова. В 2000 году при соборе начала работать православная гимназия.
В 2002 году совет депутатов района утвердил герб Домодедовского района и города, изменив ранее утверждённый в 1996 году герб. В основу герба положен исторический герб несуществующего ныне города Никитска, который располагался на современной территории Домодедовского района и в своё время был центром уезда Московской губернии.
11 августа 2003 года было утверждено административное деление города на Северный, Центральный, Южный и Западный округа.
19 июля 2004 года постановлением губернатора Московской области рабочий посёлок Востряково был присоединён к городу Домодедово, а дачный посёлок Барыбино — к дачному посёлку Белые Столбы, а уже 17 сентября 2004 года дачный посёлок Белые Столбы был также присоединён к городу Домодедово.
14 марта 2007 года в состав города были включены также деревни Заборье, Меткино, Рождественское и Ушмары и село Шебанцево.
7 сентября 2007 года было введено деление городского округа Домодедово на восемь микрорайонов.
2 декабря 2007 года состоялся референдум, где 95 % жителей Домодедова проголосовали против строительства платной автомобильной дороги в пределах города.
К началу 2012 года Домодедово впервые вошёл в число больших городов с населением более 100 тыс. человек.
18 января 2016 год был введён в эксплуатацию платный участок трассы М-4 «Дон» с 21-го по 93-й км.

## Население
| 1926     | 1939     | 1959     | 1967     | 1970     | 1979     | 1987     | 1989     | 1992     | 1996     | 1998     |
| -------- | -------- | -------- | -------- | -------- | -------- | -------- | -------- | -------- | -------- | -------- |
| 300      | ↗8684    | ↗27 686  | ↗33 000  | ↗36 323  | ↗46 968  | ↗51 000  | ↗55 294  | ↗56 600  | ↘56 400  | ↗57 200  |
| 2002     | 2003     | 2005     | 2006     | 2007     | 2009     | 2010     | 2011     | 2012     | 2013     | 2014     |
| ↘54 080  | ↗54 100  | ↗82 300  | ↗82 700  | ↗83 700  | ↗88 194  | ↗96 145  | ↘96 100  | ↗100 617 | ↗104 662 | ↗108 223 |
| 2015     | 2016     | 2017     | 2018     | 2019     | 2020     | 2021     | 2023     | 2024     |          |          |
| ↗112 052 | ↗116 950 | ↗124 285 | ↗127 850 | ↗133 528 | ↗137 160 | ↗152 404 | ↗155 421 | ↗156 681 |          |          |

На 1 января 2025 года по численности населения город находился на 115-м месте из 1124 городов Российской Федерации.
Национальный состав
По итогам переписи населения 2020 года проживали следующие национальности (национальности менее 0,1 % и другое, см. в сноске к строке «Другие»):
| Национальность | Численность, чел. | Доля     |
| -------------- | ----------------- | -------- |
| Русские        | 128 808           | 84,52 %  |
| Армяне         | 1603              | 1,05 %   |
| Узбеки         | 1506              | 0,99 %   |
| Татары         | 1329              | 0,87 %   |
| Украинцы       | 1051              | 0,69 %   |
| Таджики        | 1025              | 0,67 %   |
| Азербайджанцы  | 663               | 0,44 %   |
| Киргизы        | 370               | 0,24 %   |
| Белорусы       | 342               | 0,22 %   |
| Молдаване      | 329               | 0,22 %   |
| Грузины        | 191               | 0,13 %   |
| Казахи         | 187               | 0,12 %   |
| Чуваши         | 185               | 0,12 %   |
| Корейцы        | 185               | 0,12 %   |
| Другие         | 14 630            | 9,60 %   |
| Итого          | 152 404           | 100,00 % |

## Микрорайоны

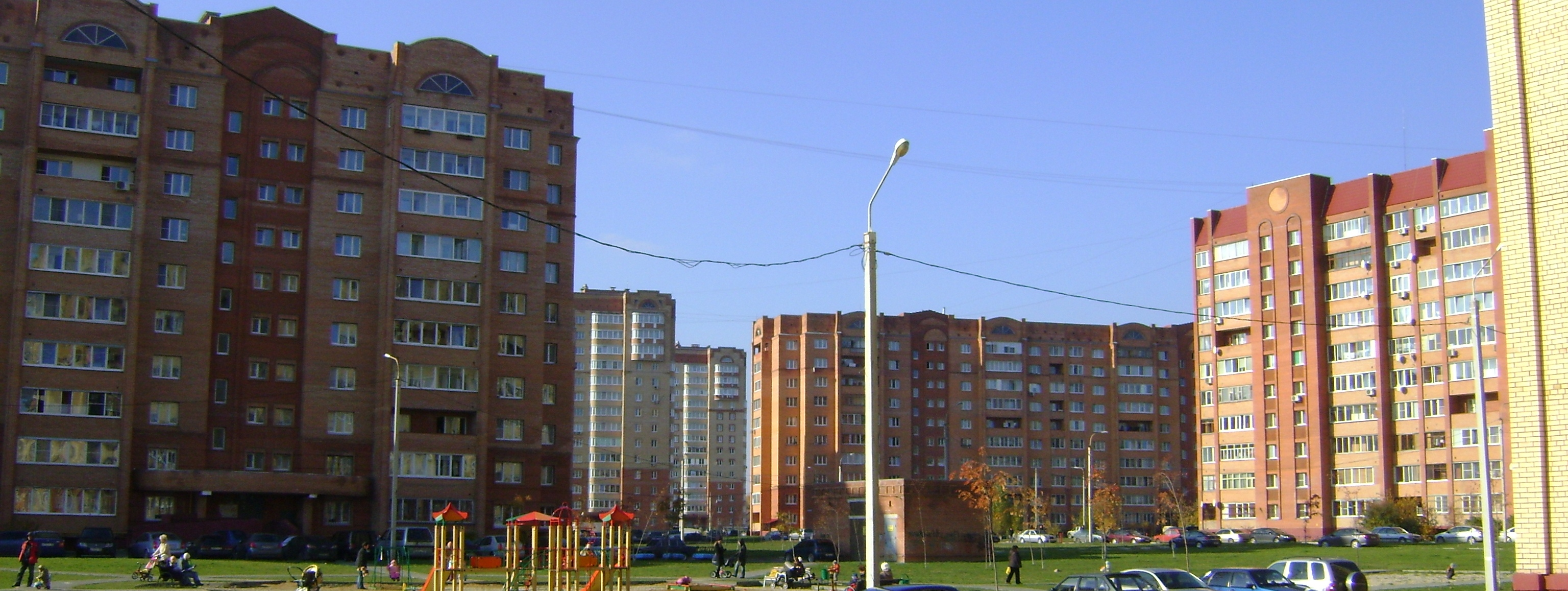
Микрорайон Западный (ранее микрорайон Дружба)

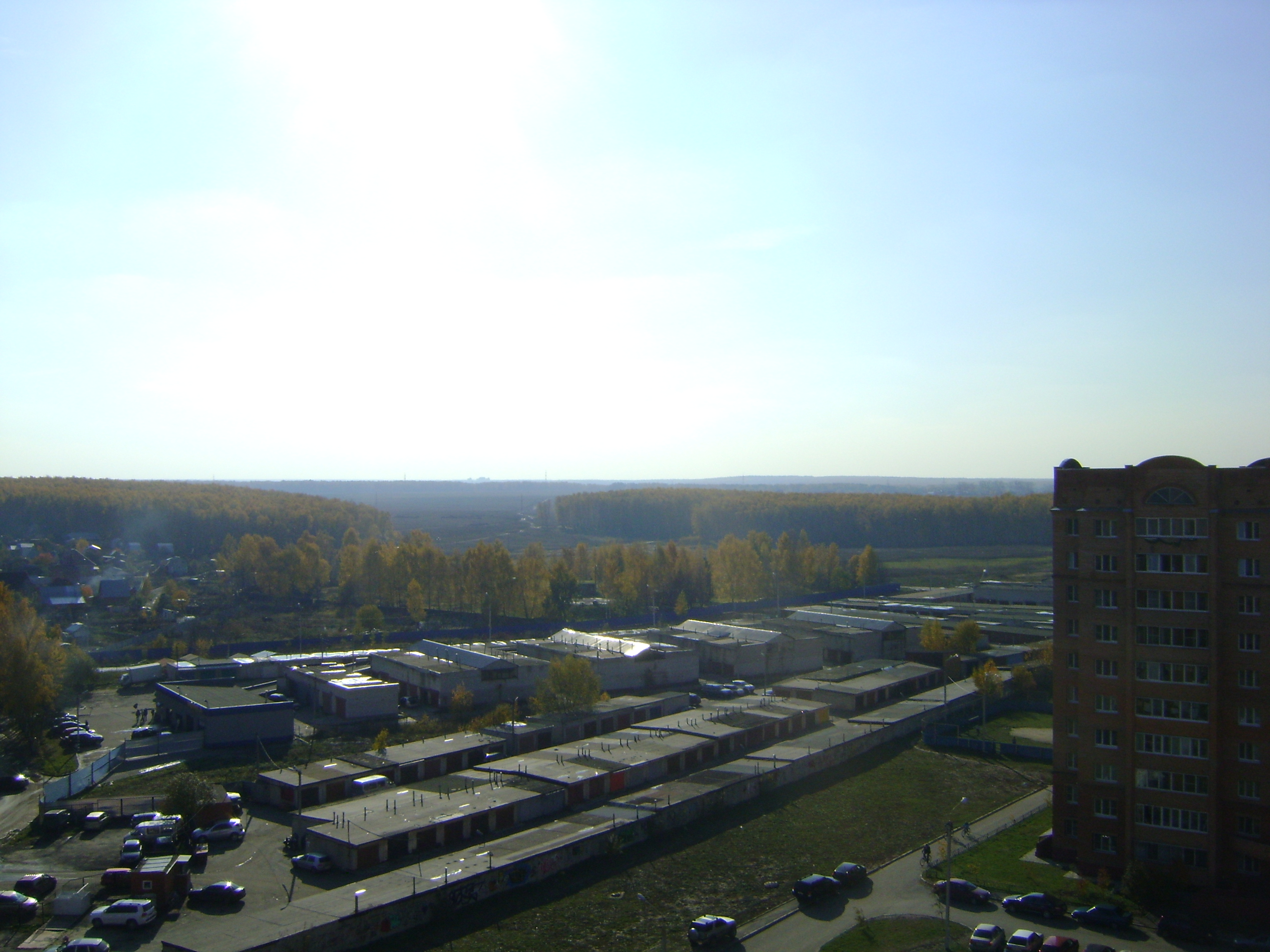
Вид на лес из микрорайона Западный

С 7 сентября 2007 года, согласно постановлению руководителя администрации городского округа Домодедово, город делится на 9 микрорайонов:
- Авиационный
- Барыбино,
- Белые Столбы,
- Востряково,
- Западный,
- Северный,
- Центральный,
- Южный,
- Пахринский.

## Достопримечательности

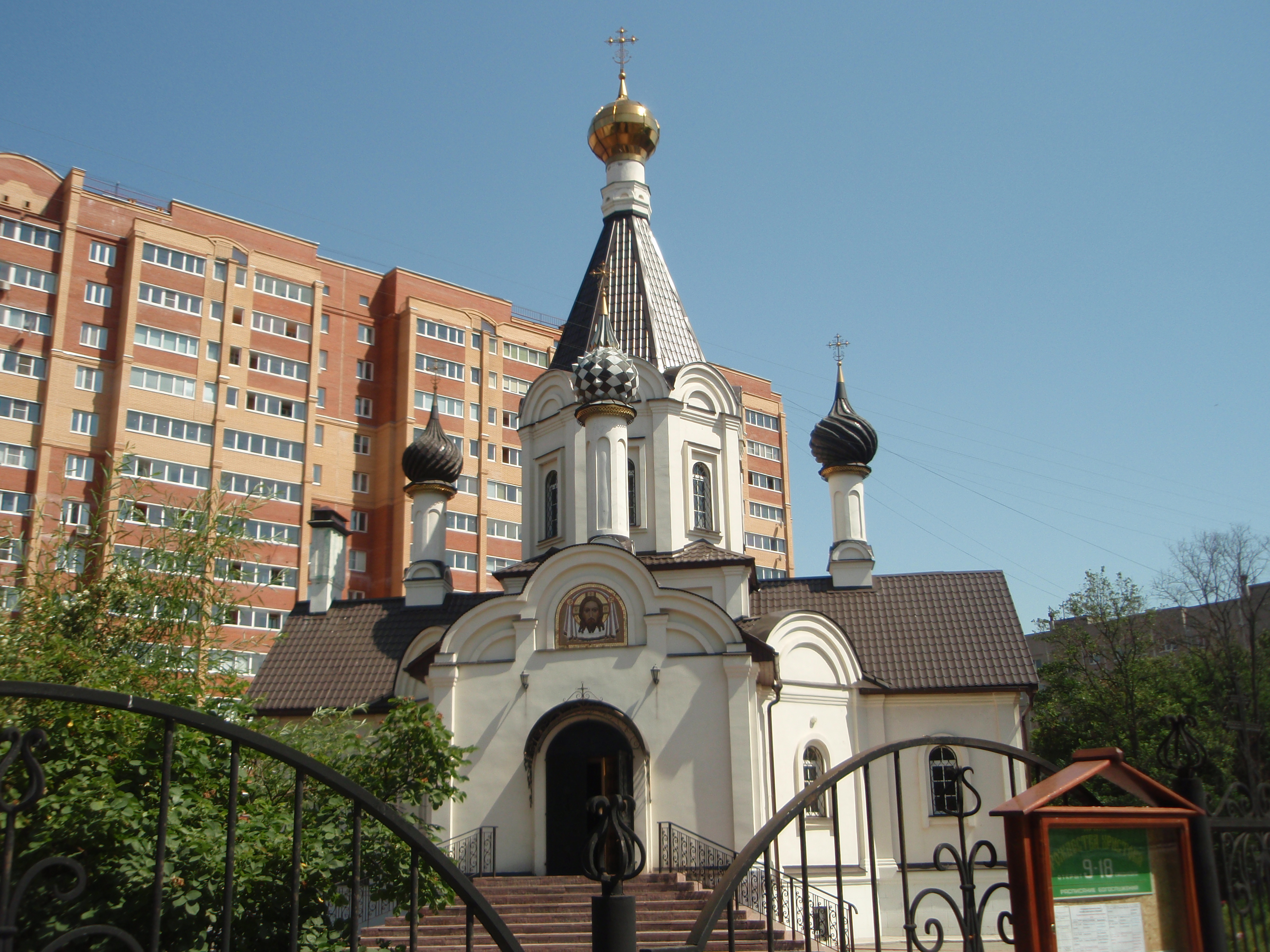
Православная церковь в Центральном микрорайоне

- К западу от р. Рожайка расположена ранее заброшенная усадьба Константиново, последовательно принадлежавшая Ромодановским, Р. Татищеву, И. Ф. Похвисневу, С. А. Пржевальской. Сохранились: главный дом (1825-27), Смоленская церковь (XVII, XIX, XXI вв.), заросший пейзажный парк, система каскадных прудов. В помещениях усадьбы открыт детский хоспис.
- Краеведческий музей (Каширское шоссе, 52).
- На юге города расположен парк Ёлочки, который в 2017 году был признан лучшим парком Московской области, на его территории располагается Храм святых блг. кн. Петра и Февронии.
- Центр города — широкое пространство от Советской ул. до пл. 30-летия Победы, включающее в себя (с севера на юг): мемориал с вечным огнём, памятник жертвам локальных конфликтов, аллею 30-летия Победы вдоль Каширского шоссе, молодёжный центр (бывший кинотеатр) «Победа», здание городской администрации и памятник Ленину (внесён в реестр культурного наследия РФ).
- На площади 50-летия Домодедово (рядом со зданием почты), к 50-летию города (отмечалось в 1997 году), установлена стела, увенчанная крылатой фигурой богини победы Ники.
- В ближайших окрестностях города расположено несколько православных церквей — памятников архитектуры XVII—XX вв. (сёла Домодедово, Ям, Битягово, Колычёво и др.).

## Промышленность
ЗАО «Домодедовский завод ЖБИ», входящий в холдинг СУ-155, машиностроение (завод «Кондиционер»), завод по изготовлению блоков технологических и оборудования для нефтегазовой отрасли («Домодедовский опытный машиностроительный завод»). Производство профнастила, металлочерепицы, металлического сайдинга (ЗАО Стальинвест), мебельная фабрика.
Объём отгруженных товаров собственного производства, выполненных собственными силами работ и услуг по обрабатывающим производствам за 2010 год 20,4 млрд руб.

## Жилая и коммерческая недвижимость
На рынке жилой недвижимости в Домодедове работают такие компании как ЗАО «Мособлстройтрест № 11», группа компаний «Стройтэкс».

## Культура, образование
Ежегодно в городе происходят праздничные мероприятия. На площадях традиционно широко отмечаются Новый год (в ночь с 31.12 на 1.01), День Победы (9.05) и День города (в четвёртую субботу августа).
Массовые спортивные праздники представлены лыжными заездами в Ушмарском лесу в конце января, весенним и осенним велозаездом по главным улицам города, забегом в городском парке в новогоднюю ночь.
На территории Домодедова находится 14 образовательных учреждений начального, основного и полного среднего образования:
- СОШ № 1,
- СОШ № 2,
- лицей № 3,
- СОШ № 4,
- гимназия № 5,
- СОШ № 6,
- СОШ № 7,
- СОШ № 8,
- СОШ № 9,
- СОШ № 10,
- СОШ № 11
- СОШ № 12
- ВСШ № 2,
- ВСШ № 3,
- Востряковский лицей № 1,
- православная классическая гимназия им. преподобного Серафима Саровского,
- Константиновская средняя школа,
- Повадинская средняя школа.

Учреждения высшего профессионального образования:
- Московский гуманитарный институт,
- представительство МГТУ «МАМИ»,
- филиал РГГУ,
- филиал РосНОУ;

Средние специальные учебные заведения:
- Профессиональный колледж «Московия»,
- колледж РосНОУ.

Учреждения дополнительного образования:
- Домодедовская детская музыкальная школа,
- детская хоровая школа,
- детская художественная школа,
- Аэропортовская детская музыкальная школа;
- Дом детского творчества «Лира»
- Детско-юношеская спортивная школа «Олимп»
- детский морской центр «Альбатрос»
- детский экологический центр «Эко-Дом»

дома культуры:
- Дворец культуры и спорта «Мир»,
- Дом культуры «Авиатор»,
- Дом культуры "«Востряково»,
- Дом культуры «Барыбино»,
- Дом культуры «Южный»,
- Дом культуры «Дружба»
- Дом культуры «Белостолбовский»
- Дом культуры «Повадинский»
- Дом культуры «Пахра»
- Дом культуры «Голубинский»
- Дом культуры «Подмосковье»
- Дом культуры «Заря»
- Дом культуры «Заболотьевский»
- Дом культуры «Константиновский»
- Дом культуры «Шаховский»
- Дом культуры «Русь»
- Дом культуры «Добрыниха»
- Дом культуры «Ильинский»
- Дом культуры «Павловский»
- Дом культуры «Заборьевский»

Городской парк «Ёлочки»

## Здравоохранение
Здравоохранение представлено детской и взрослой поликлиниками, стоматологией; кожным и туберкулёзным диспансерами, домами отдыха и санаториями. Частная медицина также широко представлена в Домодедове семейным медицинским центром, сетью стоматологических клиник «ДомоденТ» и многопрофильным оздоровительным центром «Бобёр». Ветеринарная помощь оказывается Домодедовской ветеринарной станцией, частной круглосуточной клиникой «Берег» и др.
ФГБУ «МФК Минфина России» — Санаторий «Ёлочки».

## Спорт
В 2007 году открылся стадион «Авангард». Здесь проводит матчи в рамках Первой лиги московский футбольный клуб «Велес».
В чемпионате Московской области по футболу выступают «Пересвет» и «Трёхгорка».
В 2019 году открылась футбольная школа «Юниор», которая является самой крупной международной сетью детских футбольных школ, более 495 филиалов по всему миру (основная часть филиалов находится в РФ). «Юниор» совместно с ФК «Спартак» организует и проводит уже который год один из самых масштабных детских футбольных турниров «Битва городов», в котором участвует более 300 команд из России и зарубежья.
Ранее существовала также команда «Металлист». Имеется также команда по хоккею с шайбой «Метако».
С 2013 по 2017 год в городе существовал футбольный клуб «Домодедово», выступавший в Первенстве Профессиональной футбольной лиги. В мае 2024 года клуб был возрождён.
11 июня 2017 года открылся спортивный комплекс с бассейном катком «Легенда», в котором действует хоккейная академия под руководством Вячеслава Фетисова.

## Телекоммуникации
- Операторы проводной связи в городе Домодедово:
  - Подольский филиал компании «Ростелеком»;
  - Инеткомм;
- Домодедово входит в области обслуживания сотовых сетей:
  - Beeline (2G, 3G, 4G);
  - MegaFon #1 (2G, 3G, 4G);
  - YOTA или 25011 (только 4G);
  - MTS RUS (2G, 3G, 4G);
  - Tele2 RU (только 3G, 4G).
- Интернет-провайдеры:
  - Бителеком — беспроводной и оптоволоконный доступ в интернет для частных домов и организаций,
  - ПАО «Ростелеком» (dialup, ADSL, SHDSL, ADSL под брендом Домолинк для физических лиц),
  - ООО «Телестар. Нэт» (ADSL, PON, PPPoE, SHDSL) — беспроводной и оптоволоконный доступ в интернет для частных домов и организаций, цифровое HD телевидение, телефония и видеонаблюдение,
  - Домолан (PON, PPPoE) — через локальную сеть, доступны локальные ресурсы сети,
  - УЖК «Дружба» — PPPoE, телефония, цифровое ТВ, видеонаблюдение, домофон.
  - Билайн (VPN PPTP, L2TP) — через локальную сеть, доступны локальные ресурсы сети,
  - Акадо (DOCSIS),
  - Трансмедиа.

## Средства массовой информации
Телевидение:
- 39 ТВК — ТВ-Домодедово (6-24) (1 кВт)

Газеты:
- Газета «Призыв» (выходит 2 раза в неделю)

Интернет-издания:
- priziv.online
- vdomodedovo.info
- dmd-news.ru
- domodedovod.ru
- domodedovoriamo.ru

## Транспорт

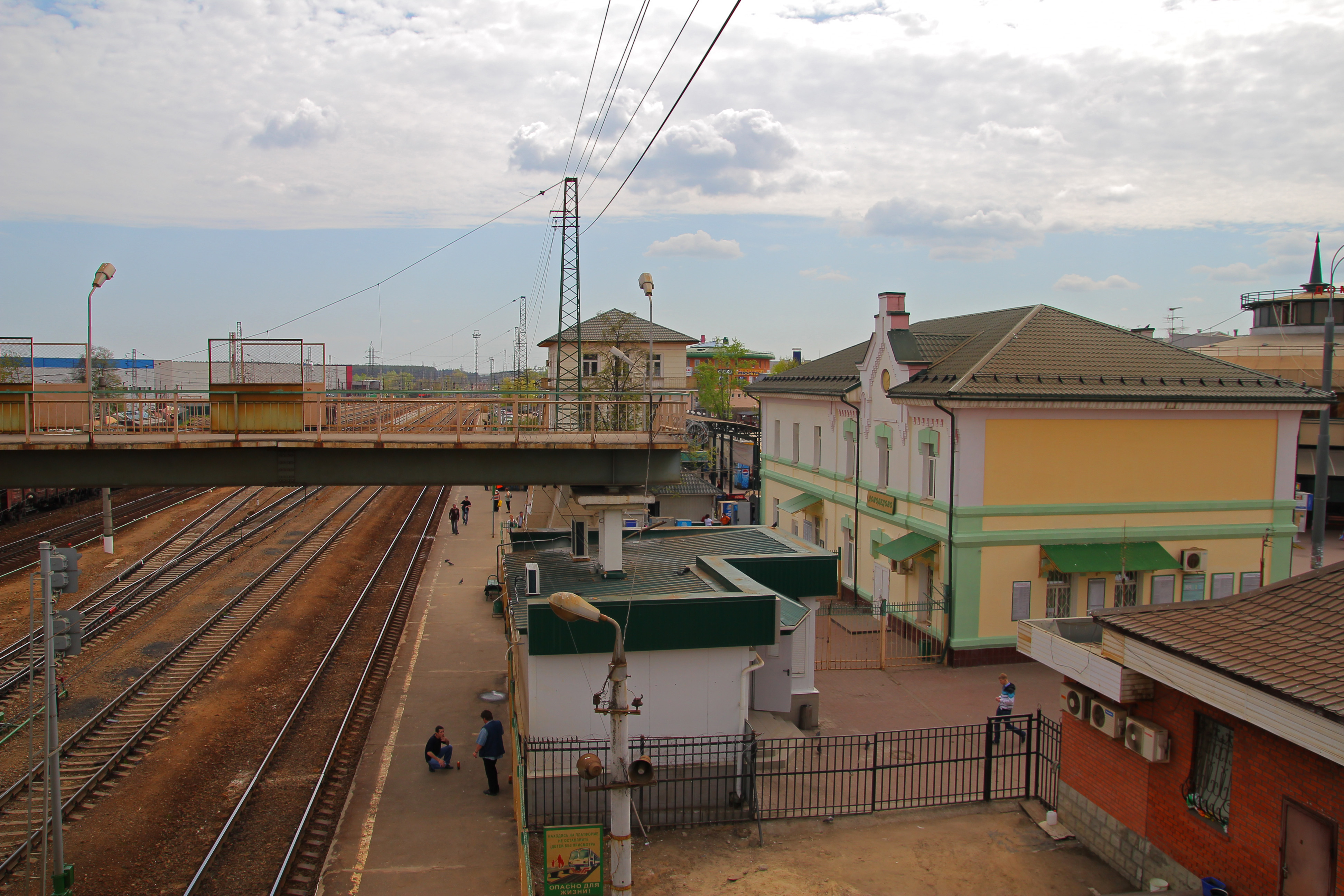
Железнодорожный вокзал Домодедово

### Железнодорожный транспорт
Город обслуживается узловой станцией Домодедово Павелецкого направления Московско-Курского региона Московской железной дороги. Прямые сообщение электропоездов на данном участке осуществляется: на север — до Москвы-Пассажирской-Павелецкой, на юг — до Узуново, на восток — до Аэропорта Домодедово. Кроме того, у северной окраины расположена платформа 32 км (в направлении только на юг/восток), а у депо — короткая нетарифная платформа без названия (в направлении только на юг).

### Автомобильный транспорт

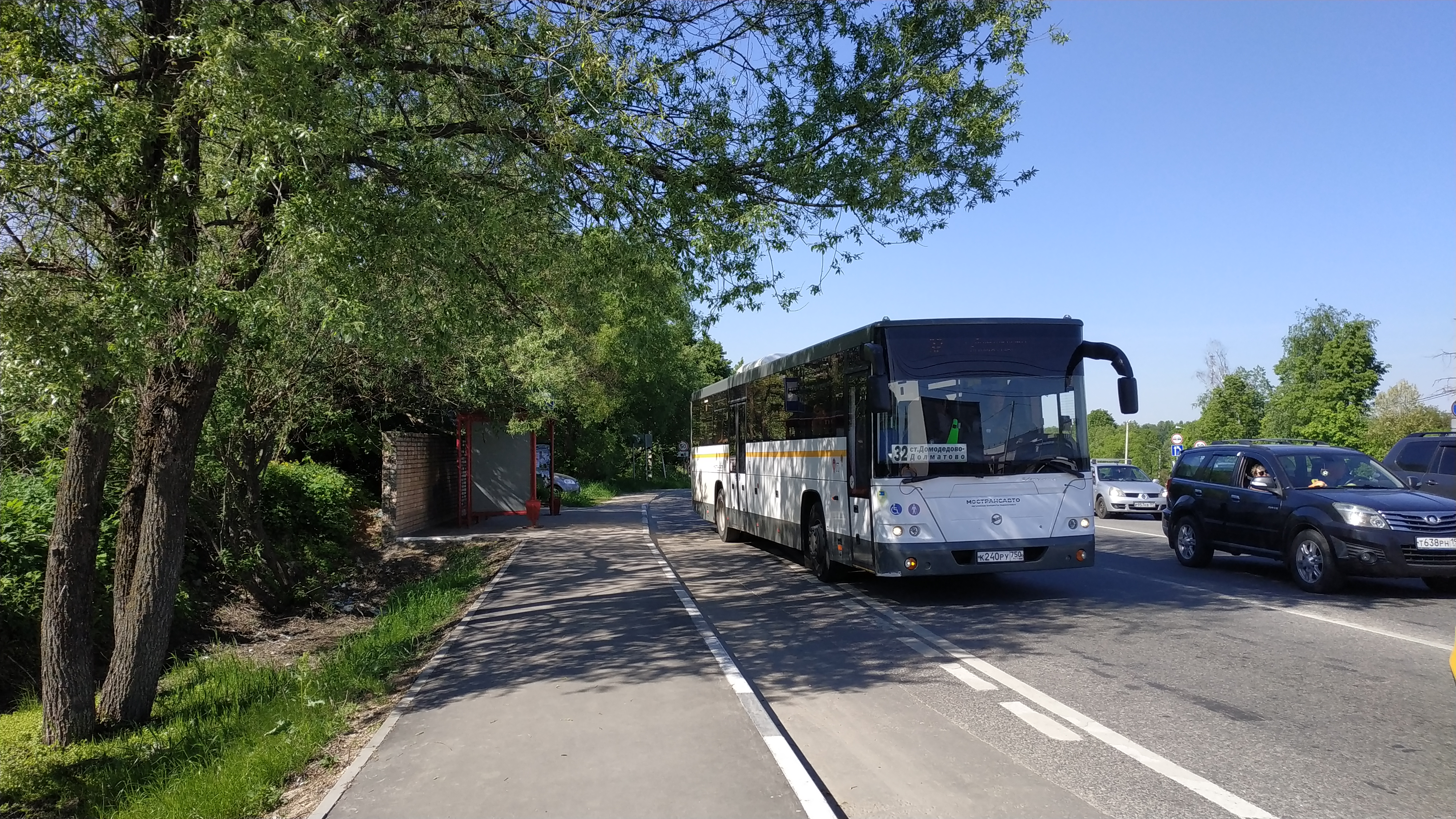
Автобус маршрута № 32

В городе действует 5 городских и более 10 пригородных маршрутов автобусов (среди последних прямые маршруты в Москву (м. «Домодедовская»), Подольск, Белые Столбы, Барыбино, к Домодедовскому кладбищу и к платф. Ленинская), список которых можно найти в этой статье. Все маршруты обслуживаются автостанцией у ж/д вокзала. Автобусы дальнего междугороднего сообщения южного направления минуют город без остановки по объездной трассе. Функционируют несколько частных предприятий такси.

## Города-побратимы
- Афины, Греция
- Борисполь, Украина
- Вроцлав, Польша
- Гюмри, Армения
- Зеленодольск, Россия
- Пинск, Беларусь
- Сумгаит, Азербайджан
- Фурманов, Россия

## Галерея

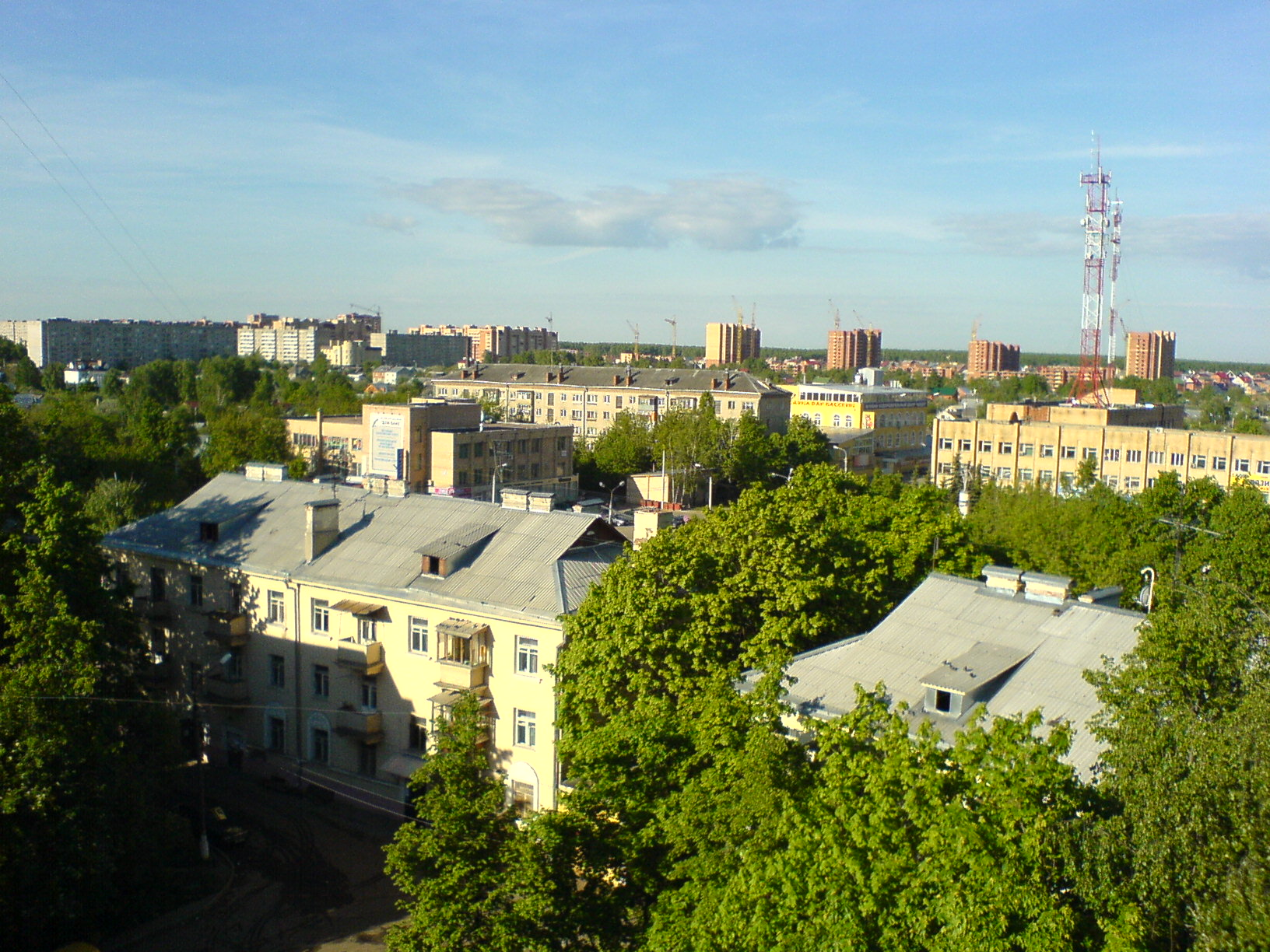
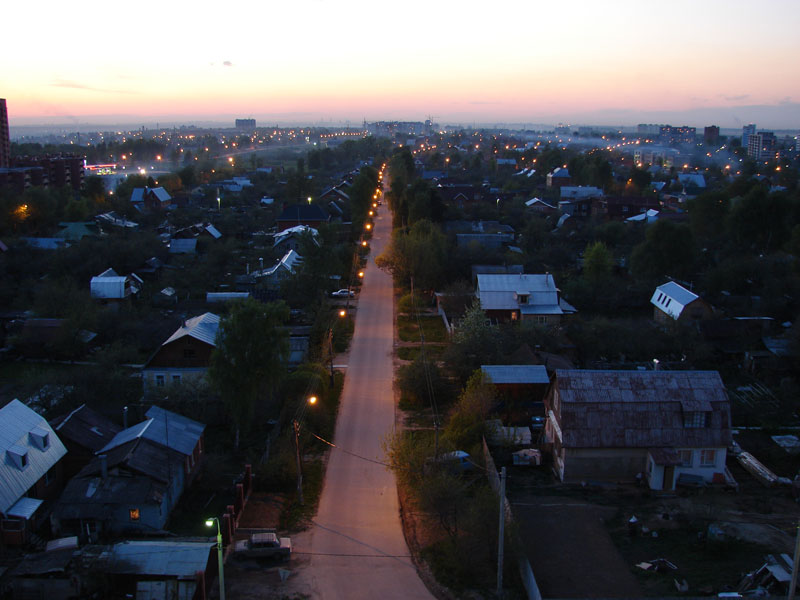
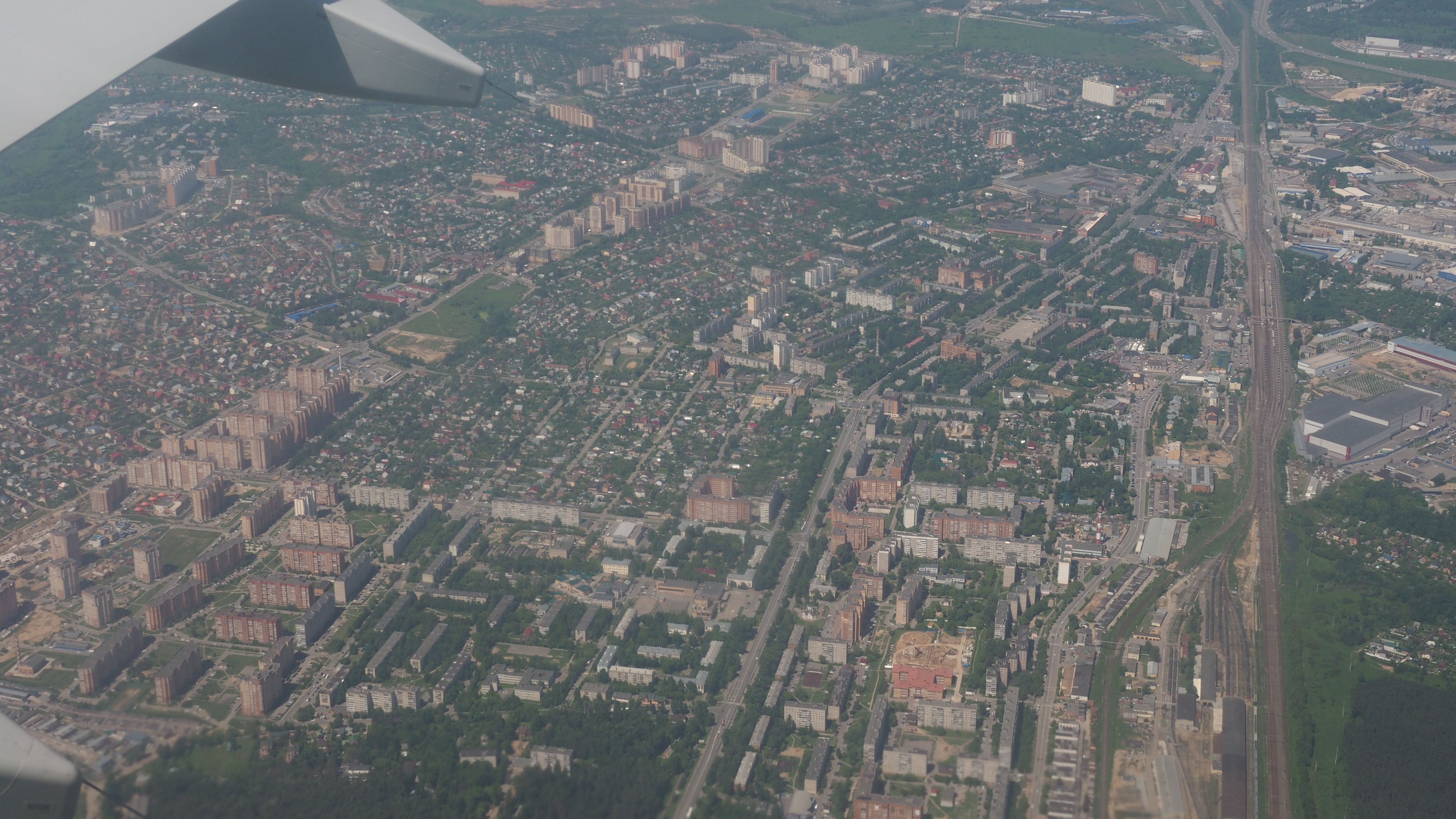
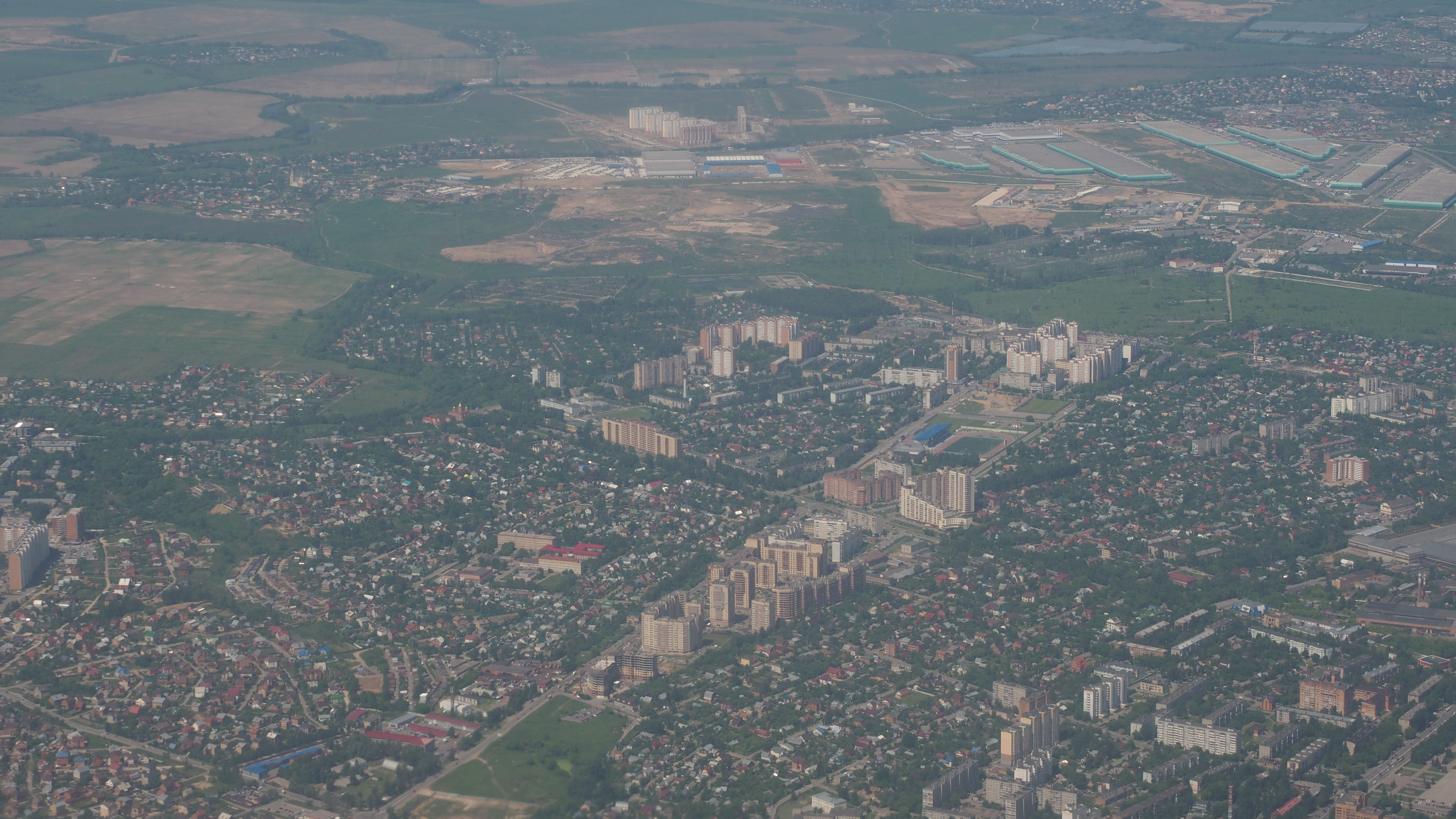
Памятник В. И. Ленину: 30-летия победы площадь